# Knobel (Arkansas)
Knobel es una ciudad ubicada en el condado de Clay en el estado estadounidense de Arkansas. En el Censo de 2010 tenía una población de 287 habitantes y una densidad poblacional de 257,1 personas por km².

## Geografía
Knobel se encuentra ubicada en las coordenadas 36°19′12″N 90°36′9″O / 36.32000, -90.60250. Según la Oficina del Censo de los Estados Unidos, Knobel tiene una superficie total de 1.12 km², de la cual 1.12 km² corresponden a tierra firme y (0%) 0 km² es agua.

## Demografía
Según el censo de 2010, había 287 personas residiendo en Knobel. La densidad de población era de 257,1 hab./km². De los 287 habitantes, Knobel estaba compuesto por el 98.26% blancos, el 0% eran afroamericanos, el 0.35% eran amerindios, el 0% eran asiáticos, el 0% eran isleños del Pacífico, el 0% eran de otras razas y el 1.39% pertenecían a dos o más razas. Del total de la población el 0.7% eran hispanos o latinos de cualquier raza.